# Проекция Галла — Петерса
Проекция Галла–Питерса представляет собой прямоугольную равновеликую цилиндрическую картографическую проекцию. Как и все равновеликие проекции, она искажает отображение представленных форм и углов, сохраняя отображение в пределах между 45° северной и южной широты. Названа в честь Джеймса Галла и Арно Петерса .
Галл описал проекцию в 1855 году и опубликовал статью о ней в 1885 году. Питерс представил проекцию более широкой аудитории  с начала 1970-х годов как «Карту мира Питерса». Название «проекция Галла – Питерса» было впервые использовано Артуром Х. Робинсоном в брошюре, выпущенной Американской картографической ассоциацией в 1986 году.
Проекция Галла-Питерса приобрела известность в конце 20-го века как центральный элемент спора о политических последствиях дизайна карт.

## Описание

### Формула
Проекцию традиционно определяют как:
{\displaystyle {\begin{aligned}x&={\frac {R\pi \lambda \cos 45^{\circ }}{180^{\circ }}}={\frac {R\pi \lambda }{180^{\circ }{\sqrt {2}}}}\\y&={\frac {R\sin \varphi }{\cos 45^{\circ }}}=R{\sqrt {2}}\sin \varphi \end{aligned}}}
где λ — долгота от центрального меридиана в градусах, φ — широта, а R — радиус земного шара, используемый в качестве модели Земли для проекции. Для долготы, указанной в радианах, требуется опустить π/180°  .

### Упрощенная формула
Если исключить преобразование единиц измерения и равномерное масштабирование, формулы можно записать как:
{\displaystyle {\begin{aligned}x&=R\lambda \\y&=2R\sin \varphi \end{aligned}}}
где {\displaystyle \lambda } - долгота от центрального меридиана (в радианах), {\displaystyle \varphi } — широта, а R — радиус земного шара, используемый в качестве модели Земли для проекции. Следовательно, сфера отображается на вертикальном цилиндре, и цилиндр растягивается в два раза. Коэффициент растяжения, в данном случае 2, — это то, что отличает варианты цилиндрической равновеликой проекции.

### Связь с цилиндрическими равновеликими проекциями
Различные специализации цилиндрической равновеликой проекции различаются только соотношением вертикальной и горизонтальной оси. Это соотношение определяет стандартную параллель проекции, то есть параллель, на которой нет искажений и на которой расстояния соответствуют заявленному масштабу. Стандартные параллели Галла – Петерса составляют 45° северной широты и 45° южной. 

## Происхождение и название
Проекция Галла-Питерса была впервые описана в 1855 году шотландским священнослужителем Джеймсом Галлом, который представил ее вместе с двумя другими проекциями на заседании Британской ассоциации содействия развитию науки в Глазго. Он назвал её «ортографической» и официально опубликовал свою работу в 1885 году в Шотландском географическом журнале .  Эта проекция наводит на мысль об ортогональной проекции, поскольку расстояния между параллелями Галла – Питерса являются постоянным кратным расстояниям между орфографическими параллелями. Эта константа равна √2 .
В 1967 году немецкий кинорежиссер Арно Петерс независимо разработал аналогичную проекцию, которую он представил в 1973 году как «карту мира Петерса». Первоначальное описание проекции Питерса содержало геометрическую ошибку, которая, если понимать ее буквально, подразумевает стандартные параллели 46°02′.. Однако текст, сопровождающий описание, ясно дал понять, что он предполагал, что стандартные параллели будут равны 45 °. N/S, что делает его проекцию идентичной орфографической проекции Галла.  В любом случае на карте мира разница незначительна.
Название «проекция Галла-Питерса», по-видимому, впервые было использовано Артуром Х. Робинсоном в брошюре, выпущенной Американской картографической ассоциацией в 1986 году. До 1973 года она был известна, если вообще упоминалась, как  «орфография Галла». Большинство сторонников Питерса называют её «проекцией Питерса». В годы разногласий в картографических статьях, как правило, использовалось одно из названий.

## Споры о карте мира Питерса
Проекция Галла-Питерса после ее презентации Галлом в 1855 году сначала осталась незамеченной, и привлекла более широкое внимание после того, как Арно Петерс вновь представил её в 1973 году. Он продвигал ее как предпочтительную альтернативу широко используемой проекции Меркатора на том основании, что проекция Меркатора сильно искажает относительные размеры регионов на карте. В частности, он раскритиковал то, что согласно проекции Меркатора богатые Европа и Северная Америка кажутся очень большими по сравнению с более бедными Африкой и Южной Америкой. :155Эти аргументы побудили многие социально ориентированные сообщества использовать проекцию Галла-Питерса, включая Национальный совет церквей  и журнал New Internationalist.
Его кампания была поддержана неточным утверждением о том, что проекция Галла-Питерса была единственной «точной по площади». На самом деле многие из старых проекций имеют также верно отображают площадь (например, синусоидальная проекция). Он также неточно утверждал, что проекция обладала «абсолютной конформностью углов», «не имела крайних искажений формы» и была «полностью корректной по расстояниям». Питерс объединил свою критику проекции Меркатора с критикой более широкого картографического сообщества. В частности, Питерс писал в «Новой картографии» :
Авторитетом своей профессии [картографы] задержали ее развитие. С тех пор, как Меркатор создал свою карту мира более четырехсот лет назад в эпоху мирового господства европейцев, картографы цеплялись за нее, несмотря на то, что она давно устарела относительно ситуации. Они пытались сделать её актуальной путем косметических правок…

Картографическая профессия, сохраняя старые принципы, основанные на евроцентристской глобальной концепции, неспособна разработать эту эгалитарную карту мира, которая одна может продемонстрировать равенство всех народов Земли.
По мере того, как высказывания Питерса набирали популярность, картографическое сообщество враждебно реагировало на его критику, а также на неточность и отсутствие новизны его утверждений. Они обратили внимание на длинный список картографов, на протяжении предыдущего столетия официально выражавших разочарование по поводу чрезмерного использования Меркатора издателями и выступавших за альтернативы.     Кроме того, некоторые ученые раскритиковали особенно большие искажения, присутствующие в проекции Галла-Петерса, и отметили иронию неискаженного представления средних широт, включая родную Германию Петерса, в ущерб низким широтам, где находятся менее технологически развитые страны.  
Растущая огласка заявлений Питерса в 1986 году побудила Американскую картографическую ассоциацию (ныне Общество картографии и географической информации) выпустить серию буклетов (в том числе «Какая карта лучше» ), предназначенных для просвещения общественности о картографических проекциях и искажениях на картах. В 1989 и 1990 годах, после некоторых внутренних обсуждений, семь североамериканских географических организаций приняли резолюцию, отвергающую все прямоугольные карты мира, в том числе на осноей проекций и Меркатора, и  Галла-Питерса, хотя Североамериканская общество картографической информации отказалось её одобрить. 
Оба лагеря никогда не предпринимали реальных попыток к примирению. Лагерь Петерса в значительной степени игнорировал протесты картографов и не признавал работу Галла до тех пор, пока споры в основном не исчерпали себя к концу жизни Петерса. Хотя он, вероятно, разработал проекцию независимо, его ненаучное поведение и отказ привлечь картографическое сообщество, несомненно, способствовали поляризации и несогласию.
В последующие десятилетия Дж. Брайан Харли приписывал феномену Питерса демонстрацию социальных последствий картографических проекций,  в то время как географ Джереми Крэмптон считает все карты политическими и считает осуждение со стороны картографического сообщества реакционным и, возможно, демонстрирующим незрелость в профессии 

## Употребление
Карты, основанные на проекции, распространяются ЮНЕСКО, а также широко используются в британских школах. Государственные школы штата Массачусетс и Бостона в США начали поэтапное внедрение таких карт в марте 2017 года, став первым округом и штатом государственных школ в Соединенных Штатах, принявшим карты на основе проекции Галла-Питерса в качестве стандарта. До своего роспуска в 2020 году базирующаяся в Амхерсте компания ODT Maps, Inc. была эксклюзивным североамериканским издателем карт в проекциях Питерса и Хобо-Дайера. В апреле 2024 года Законодательное собрание штата Небраска выдвинуло закон, который, в случае подписания обяжет государственные школы отображать карты, основанные на проекции Галла-Питерса или проекции AuthaGraph, начиная с 2024–2025 учебного года.